# Jacqueline Baudot
Jacqueline Baudot-Boisson fue una deportista francesa que compitió en esgrima, especialista en la modalidad de florete. Ganó cinco medallas en el Campeonato Mundial de Esgrima entre los años 1947 y 1951.

## Palmarés internacional
| Campeonato Mundial | Campeonato Mundial     | Campeonato Mundial | Campeonato Mundial  |
| Año                | Lugar                  | Medalla            | Prueba              |
| ------------------ | ---------------------- | ------------------ | ------------------- |
| 1947               | Lisboa (Portugal)      | Medalla de plata   | Florete por equipos |
| 1948               | La Haya (Países Bajos) | Medalla de bronce  | Florete por equipos |
| 1949               | El Cairo (Egipto)      | Medalla de bronce  | Florete individual  |
| 1950               | Montecarlo (Mónaco)    | Medalla de oro     | Florete por equipos |
| 1951               | Estocolmo (Suecia)     | Medalla de oro     | Florete por equipos |